# يانيك برتراند
يانيك برتراند (بالفرنسية: Yannick Bertrand)‏ هو متزحلق جبال الألب فرنسي، ولد في 18 أغسطس 1980 في تونون لو بان في فرنسا.

## وصلات خارجية
- يانيك برتراند على موقع الاتحاد الدولي للتزلج (التزلج على المنحدرات الثلجية) (الإنجليزية)
- يانيك برتراند على موقع أوليمبيديا (الإنجليزية)